# 雑種地
雑種地（ざっしゅち）とは不動産登記規則第99条により23種類に区分して定める地目の種類の一つ。他の22種類に該当しない土地が雑種地となる。
例えば、資材置場や駐車場、土地の面積に対し極めて小さい建物が建っている土地等が該当するが、不動産登記においては土地の状況が雑種地として認められるかどうか、登記可能かどうかが難しい部分もある。
公租公課等の課税の面から見た場合、宅地でもないのに課税される金額が高い場合もある。これは宅地の中に混在するような駐車場や資材置場等は、付近の宅地を基に計算した価格から、その土地を宅地として利用するために必要な造成費相当額を差し引いた評価となるケースもあるためである。なお、前述の造成費相当額には基準額がある。
JIS X 0411（地目コード）は90。